# Livan X3 Pro
Der Livan X3 Pro ist ein Sport Utility Vehicle der aus Lifan hervorgegangenen Marke Livan, die zum chinesischen Geely-Konzern gehört.

## Geschichte
Der Wagen basiert auf dem Geely Yuanjing X3 und wird in Russland seit Juni 2023 verkauft. Der spanische Markt folgte im November 2024.

## Technische Daten
Angetrieben wird der rund vier Meter lange X3 Pro von einem 1,5-Liter-Ottomotor, der maximal 76 kW (103 PS) leistet. Aus dem Stand soll der Wagen in 13 Sekunden auf 100 km/h beschleunigen, die Höchstgeschwindigkeit wird mit 170 km/h angegeben. Das Kofferraumvolumen beträgt 400 Liter. In der russischen Motorpresse wird die Verarbeitungsqualität kritisiert.
|                                             | 1.5                   |
| Bauzeitraum                                 | seit 06/2023          |
| Motorkenndaten                              |                       |
| Motortyp                                    | R4-Ottomotor          |
| Motoraufladung                              | —                     |
| Hubraum                                     | 1498 cm³              |
| max. Leistung bei min−1                     | 76 kW (103 PS) / 5500 |
| max. Drehmoment bei min−1                   | 140 Nm / 4400         |
| Kraftübertragung                            |                       |
| Antrieb                                     | Vorderradantrieb      |
| Getriebe                                    | 5-Gang-Schaltgetriebe |
| Messwerte                                   |                       |
| Höchstgeschwindigkeit                       | 170 km/h              |
| Beschleunigung, 0–100 km/h                  | 13,0 s                |
| Kraftstoffverbrauch auf 100 km (kombiniert) | 7,2 l Super           |
| CO2-Emissionen                              | 167 g/km              |